# Anthony-Quinn-Bucht

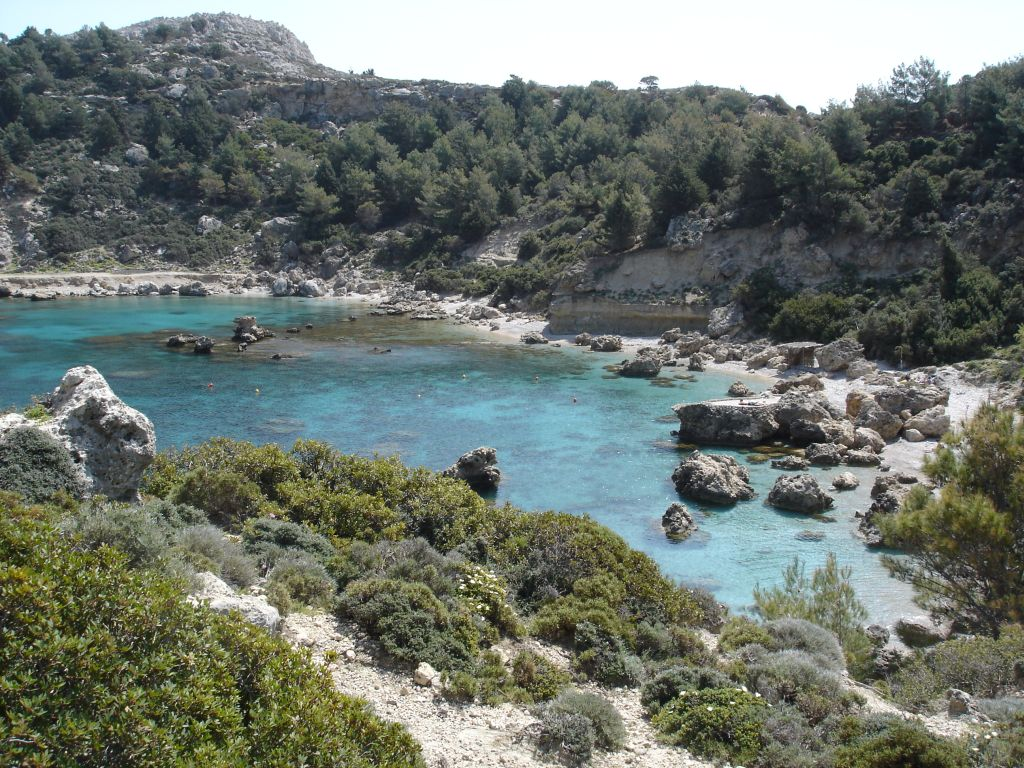
Blick auf die Anthony-Quinn-Bucht

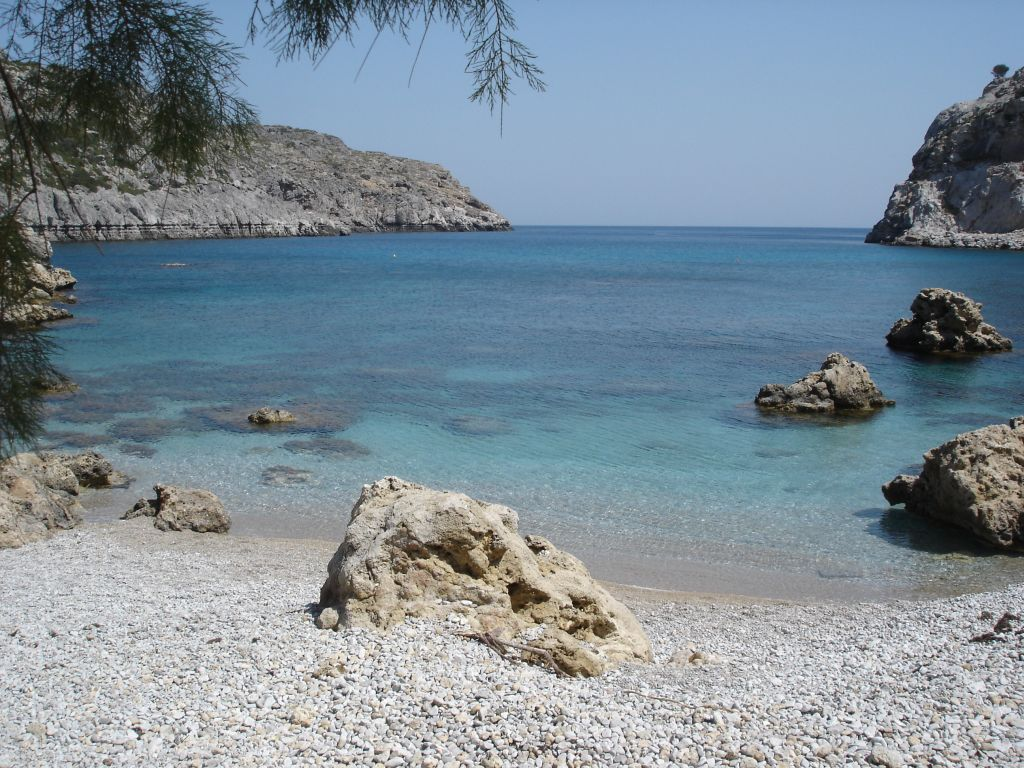
Blick über die Anthony-Quinn-Bucht

Anthony-Quinn-Bucht ist heute der gebräuchliche Name für die Vagies-Bucht (griechisch Όρμος Βαγίων Ormos Vagion) an der Ostküste der griechischen Insel Rhodos. Sie liegt rund 15 Kilometer von der Stadt Rhodos und drei Kilometer von Faliraki entfernt in Richtung Lindos bei Ladiko.
Die Anthony Quinn Bay erhielt ihren Namen nach den Dreharbeiten zum Film Die Kanonen von Navarone mit Schauspieler Anthony Quinn. 